# Apogonia aenescens
Apogonia aenescens är en skalbaggsart som beskrevs av Hope 1831. Apogonia aenescens ingår i släktet Apogonia och familjen Melolonthidae. Inga underarter finns listade i Catalogue of Life.